# Rodfindingsalgoritme
En rodfindingsalgoritme er en numerisk metode eller algoritme til at finde en værdi x således at f(x) = 0, for en given funktion f. Her er x et enkelt reelt tal. Rodfindingsalgoritmer undersøges i numerisk analyse.
| Matematik | Spire Denne artikel om matematik er en spire som bør udbygges. Du er velkommen til at hjælpe Wikipedia ved at udvide den. |